# Olga Szőnyi
Olga Szőnyi (* 2. Juli 1933 in Budapest, Königreich Ungarn; † 22. Januar 2013) ebenda) war eine ungarische Opernsängerin in den Stimmfächern Mezzosopran und Sopran.

## Leben
Szőnyi absolvierte eine Gesangsausbildung an der Franz-Liszt-Musikakademie in Budapest. Zu ihren Lehrern dort gehörten Jenő Sipos und Pál Varga. Sie war Gewinnerin des Franz-Liszt-Gesangswettbewerbs in Budapest. Ab 1952 war sie Mitglied im Chor der Ungarischen Staatsoper in Budapest. 1954 (nach anderen Angaben: 1957) debütierte sie am Frankfurter Opernhaus als Prinzessin Eboli in Verdis Oper Don Carlos. Szőnyi war während ihrer gesamten Karriere festes Ensemblemitglied an der Ungarischen Staatsoper in Budapest, wo sie sowohl in Rollen für Mezzosopran, als auch im dramatischen und hochdramatischen Sopran-Fach auftrat. 1996 wurde sie zum Ehrenmitglied auf Lebenszeit ernannt.
Szőnyi sang zunächst Rollen für Mezzosopran, wie Dorabella in Così fan tutte, später insbesondere die dramatischen Rollen für Mezzosopran, unter anderem die Titelrolle in Carmen, Amneris in Aida, Komponist in Ariadne auf Naxos, Octavian in Der Rosenkavalier, Venus in Tannhäuser und Brangäne in Tristan und Isolde. Später nahm sie auch einige hochdramatische Rollen in ihr Repertoire auf, so Brünnhilde in Der Ring des Nibelungen oder Leonore in Fidelio. Zu ihren Glanzrollen gehörte insbesondere die weibliche Hauptrolle Judith in der Oper Herzog Blaubarts Burg. Diese Rolle sang sie auch in einer Schallplattenaufnahme unter Antal Doráti, die 1962 bei Philips erschien; ihr Partner war Mihály Székely. Weiters trat sie als Gertrude in der ungarischen Volksoper Bánk bán von Ferenc Erkel auf. Ebenso verkörperte sie die Titelrolle in der Oper Die Königin von Saba von Karl Goldmark.
Von 1962 bis 1965 sang Szőnyi regelmäßig an der Oper Köln. In der Spielzeit 1968/69 sang sie im Rahmen eines Gastspiels der Staatsoper Budapest an der Berliner Staatsoper die Judith in Herzog Blaubarts Burg und die Meg Page in Falstaff. Zwischen 1977 und 1983 gastierte sie an der Wiener Staatsoper. Dort sang sie unter anderem Lady Milford in der Oper Kabale und Liebe von Gottfried von Einem (1977), Venus in Tannhäuser (1979/1980), Herodias in Salome (1980/1981) und die Aufseherin in Elektra (1981–1983). In der Spielzeit 1980/81 gastierte Szőnyi auch am Opernhaus Graz in der Rolle der Herodias in der Oper Salome.
Weiters gastierte sie in Boston, Chicago, New York City und Montreal. Beim Edinburgh Festival trat sie 1968, unter der musikalischen Leitung von István Kertész, als Örzse in der Oper Háry János mit dem Ensemble der Ungarischen Staatsoper auf. 1973 gastierte sie mit dem Ensemble der Ungarischen Staatsoper Budapest mit der Rolle der Judith in Herzog Blaubarts Burg bei der Opera Scotland in Edinburgh; ihr Partner war György Melis.
Auf der Bühne wurden neben Szőnyis Gesangsstimme immer auch ihre schauspielerischen Fähigkeiten und dramatische Glaubwürdigkeit hervorgehoben.
Szőnyi war „Verdiente Künstlerin“ der Ungarischen Volksrepublik.
Ihr Grab befindet sich auf dem Farkasréti temető (Friedhof Farkasrét) in Budapest.